# The Player Channel
The Player Channel är en TV-kanal som sänder direktsända pokerturneringar och även förinspelade pokerturneringar bland annat World Poker Tour. De direktsända poker tävlingarna ses på rutan och folk hemma kan spela igenom en dator ett max antal personer kan dock delta i den direktsända tävlingen på TV. Kanalen kan ses i Sverige bland annat igenom Canal Digital. Fram till 2012 hette kanalen The Poker Channel.